# Henry Paget, 1:e earl av Uxbridge (1663–1743)
Henry Paget, 1:e earl av Uxbridge, född den 13 januari 1663, död den 30 augusti 1743, var en engelsk ädling. Han var farfar till Henry Paget, 2:e earl av Uxbridge.
Paget var en av de tolv tories, som 1712 upphöjdes till lorder för att skaffa toryministären majoritet i överhuset; han fick 1714 titeln earl av Uxbridge av den nytillträdde kungen, Georg I.